# Kalter Hauch
Kalter Hauch ist ein US-amerikanischer Action-Thriller aus dem Jahr 1972 mit Charles Bronson und Jan-Michael Vincent. Der Film ist dafür bekannt, dass er die ersten 16 Minuten des Films ohne Dialoge auskommt. 2011 erschien mit The Mechanic eine Neuverfilmung mit Jason Statham als Arthur Bishop.

## Handlung
Arthur Bishop ist ein „Mechanic“, ein Auftragskiller, der seine Jobs sauber und ohne jede Spur ausführt. Er arbeitet ausschließlich für eine geheime internationale Organisation, die sehr strenge Regeln hat. Jedes Mitglied, welches unzuverlässig wird, muss ermordet werden, bevor es die Organisation gefährden könnte. Dass Bishop eine größere Karriere hinter sich gebracht hat und diesem Druck standhielt, sieht man daran, in welcher Villa er wohnt, wie ausgeprägt sein Weingeschmack und dass er auch ein Kenner klassischer Musik ist. Doch dieser Erfolg hat auch seinen Preis, so nimmt er Antidepressiva und hat kaum menschlichen Kontakt. Er kann sich weder eine Geliebte noch Freunde leisten. Der emotionale Druck ist derart hoch, dass er nach einer Überdosis im Krankenhaus landete. Um gegen seine Einsamkeit vorzugehen, bezahlt er eine Prostituierte, damit diese ihm emotional anspruchsvolle Liebesbriefe schreibt.
Eines Tages erhält Bishop den Auftrag, eine der Führungspersönlichkeiten seiner Organisation zu töten. „Big Harry“ McKenna soll sterben. Er führt diesen Auftrag mit der gleichen Effizienz durch wie jeden anderen zuvor auch. Bei einem Treffen mit ihm hat er es so aussehen lassen, als würden sie von einem unbekannten Sniper beschossen werden. Bishop weiß um Harrys schwaches Herz, weswegen er kalkuliert, dass dieser flüchten werde. Harry ist gezwungen, einen steilen Hügel hinaufzulaufen. Der erwünschte Herzinfarkt tritt ein und Bishop nutzt diesen Augenblick, um Harry zu ersticken. An seinem Grab trifft er dessen narzisstischen und ehrgeizigen Sohn Steve, der sofort von Bishop fasziniert ist und mehr über ihn erfahren möchte. Bishop ist ebenfalls von ihm fasziniert, da er in ihm Eigenschaften entdeckt, die ihn für einen Auftragskiller prädestinieren. Er nimmt Steve unter seine Fittiche und zeigt ihm das Handwerkszeug des Profikillers. So lehrt er ihn das Fliegen, das Schießen und Lippenlesen. Als Teil des Trainings bringt Bishop Steve bei, dass jeder Mensch eine Schwäche habe und dass es herauszufinden gelte, welche es sei, denn sobald man diese kenne, sei das potentielle Opfer leicht zu töten.
Als nach einem beinahe vermasselten Auftrag die Organisation ihren Unmut über das Gespann äußert, warnt man ihn, dass es unverantwortlich sei, jemanden wie Steve ohne Erlaubnis der Organisation mitarbeiten zu lassen, und dass die Organisation solche Fahrlässigkeiten nicht dulde. Sie könne, um ihr eigenes Überleben zu sichern, solche egoistischen Aktionen nicht tolerieren. Daraufhin erhält er einen dringlichen Auftrag in Italien. Er weiht Steve ein und nimmt ihn mit auf seine Mission. Als sie beide die Vereinigten Staaten verlassen wollen, entdeckt Bishop bei Steve eine Akte mit Informationen über sich selbst. Es ist dieselbe Art von Akte, die er sonst auch erhält, wenn er seine Aufträge bekommt. Es sieht so aus, als hätte sich die Organisation an Steve gewandt, um seinen Lehrmeister zu töten. Doch Bishop lässt sich davon nichts anmerken und beginnt seine eigenen Untersuchungen über Steve. Um den Schein zu wahren, erlaubt er Steve, ihn nach Italien zu begleiten, um den Auftrag auszuführen.
In Italien begeben sie sich auf das Boot, von dem sie glauben, dass darauf ihr potentielles Ziel sein könnte. Doch das Boot ist leer und es stellt sich als Falle der Organisation heraus, um beide zu töten. Sie müssen alle anderen Killer aus diesem Hinterhalt töten und dürfen keinerlei Zeugen übrig lassen. Nachdem sie dies mit Müh und Not geschafft haben, begeben sie sich wieder in ihr Hotel in Neapel. Dort verkündet Bishop, dass die Ausbildung Steves abgeschlossen sei. Dieser will auch zugleich mit einer festlichen Flasche Wein darauf anstoßen. Allerdings hat er Bishops Glas mit Brucin, einem tödlichen Alkaloid, benetzt. Als Bishop begreift, dass er vergiftet wurde und langsam einer Lähmung erliegt, fragt er Steve, ob es daran lag, dass er dessen Vater getötet habe, doch dieser wusste nicht einmal, dass er ermordet wurde, dachte er doch, dass dieser an einem Herzinfarkt gestorben sei. Steve fängt an davon zu erzählen, dass er gar nicht im Auftrag der Organisation handele, sondern seine eigenen Ziele verfolge. Er selbst wolle Bishop töten, und da er seine Schwäche schnell herausfand, sei es ihm gelungen, ihn zu vergiften. Bishops Schwäche sei, dass er einfach nicht allein sein könne. Und nach seinem Tod sei Steve eine Art legitimer Nachfolger Bishops und könne ähnlich große Aufträge annehmen, ohne auf Erlaubnis der Organisation warten zu müssen.
Verächtlich verlässt Steve das Hotelzimmer und lässt Bishop sterben, was anschließend aussehen wird wie ein Herzinfarkt. Er fliegt zurück in die Vereinigten Staaten und reist zu Bishops Haus. Er besichtigt es und nimmt den Schlüssel für den roten Ford Mustang, der vor der Tür parkt. Er steigt in den Wagen ein und entdeckt eine Notiz vor dem Rückspiegel. Er liest sie durch. Auf der Notiz steht geschrieben, dass, wenn er, Steve, dies lese, Bishop es nicht aus Italien zurück geschafft habe und er einen 13-Sekunden-Countdown eingeleitet habe. Als Steve den Wagen verlassen will, explodiert er.

## Kritiken
Kalter Hauch erhielt ein durchwachsenes Presseecho, was sich auch in den Auswertungen US-amerikanischer Aggregatoren widerspiegelt. So erfasst Rotten Tomatoes mehrheitlich kritische Besprechungen und ordnet den Film dementsprechend als „Gammelig“ ein. Laut Metacritic fallen die Bewertungen im Mittel „Gemischt oder Durchschnittlich“ aus.

„Glatter, mehr an Äußerlichkeiten und Effekten als an psychologischen und gesellschaftlichen Hintergründen interessierter Thriller; trotz der beachtlichen Kameraführung und Darstellung streckenweise langatmig.“

„Zwar ist das Tempo in The Mechanic beschaulich, dennoch baut der Thriller eine unglaubliche Spannung auf[.] Einzig die Methoden von Charles Bronson seine Opfer zu richten wirken etwas überkompliziert, 1972 war es vielleicht schwieriger, Morde wie Unfälle aussehen zu lassen.“

## Veröffentlichung
Nachdem der Film am 17. November 1972 seinen US-amerikanischen Kinostart hatte, kam er in der BRD am 14. Dezember 1972 in die Kinos. Am 18. Mai 2004 erschien der Film auf DVD. Der Film existiert sowohl in einer geschnittenen Version geringerer Altersfreigabe als auch als Uncut mit FSK-16-Freigabe. Während seiner Ausstrahlungen auf ARD sowie weiteren dritten Programmen wurden jeweils beide Versionen gezeigt.